# Półwieś (osada w województwie warmińsko-mazurskim)
Półwieś (niem. Fuschberg, d. Olszówka, Lisówka) – osada w Polsce położona w województwie warmińsko-mazurskim, w powiecie iławskim, w gminie Zalewo.
Rozporządzeniem ministrów: Administracji Publicznej i Ziem Odzyskanych z 12 listopada 1946 r. o przywróceniu i ustaleniu urzędowych nazw, wieś Ebenau i folwark Fuschberg, nazywano początkowo nieformalnie Olszówka, a w 1950 roku zarządzeniem Ministra Administracji Publicznej z dnia 4 kwietnia 1950 r. nazwano odpowiednio Ebenau – Półwieś, a Fuschberg – Lisówka. Aktualnie zgodnie z obwieszczeniem Ministra Spraw Wewnętrznych i Administracji z 17 października 2019 r. obie te miejscowości (Półwieś i Lisówka) noszą wspólną nazwę Półwieś, chociaż występują oddzielnie, Lisówka jako osada Półwieś o numerze TERYT 1046286 a Półwieś jako wieś Półwieś o numerze TERYT 0490850.
W latach 1975–1998 miejscowość położona była w województwie olsztyńskim.